# Exageración

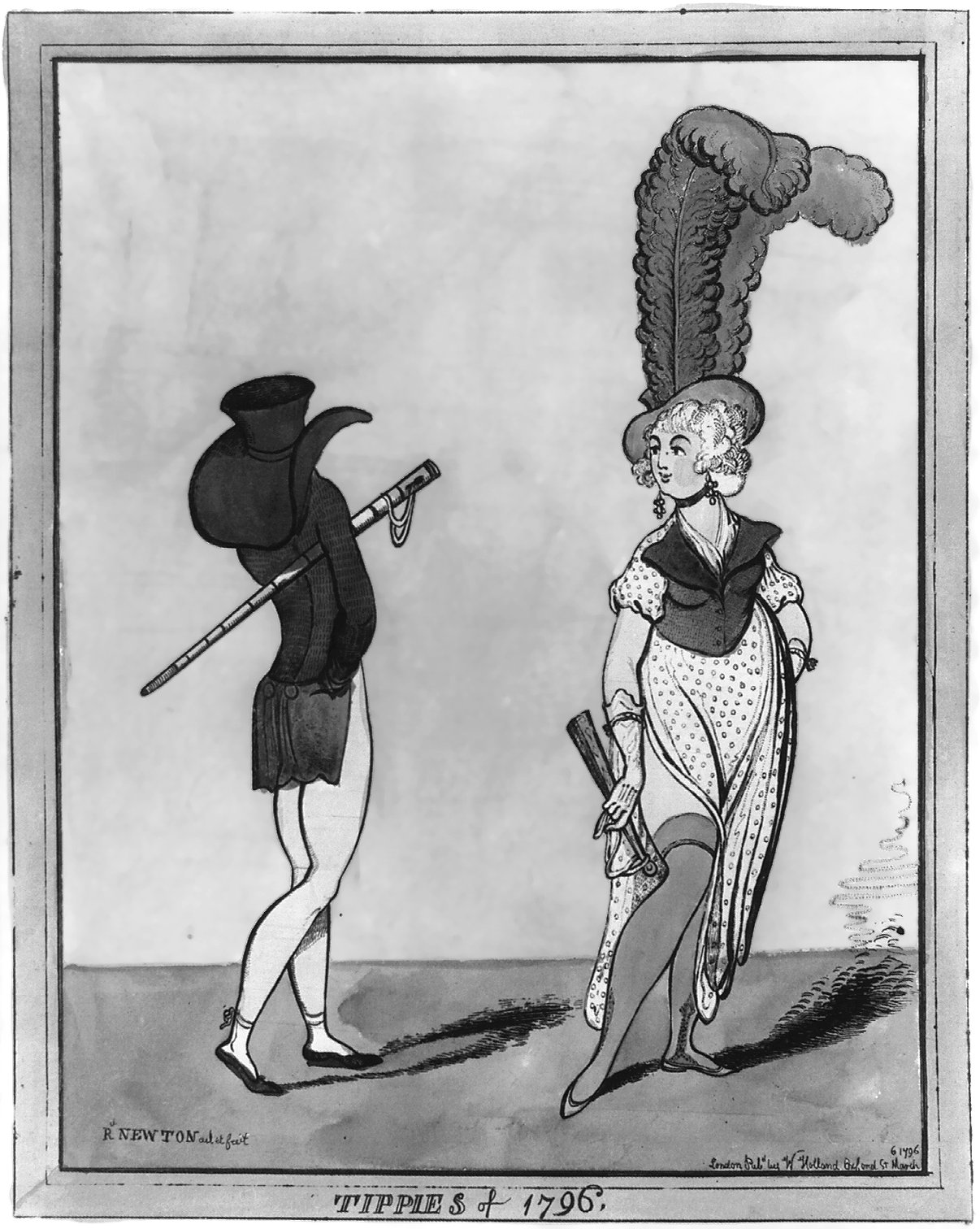
Caricatura de moda de 1796 de Richard Newton que parodia el tocado de una mujer usando exageración.

La exageración es la representación de algo de un modo más extremo o dramático de lo que en realidad es. La exageración puede ocurrir intencionalmente o no.
La exageración puede ser un recurso o figura retórica. Puede usarse para evocar sentimientos fuertes o para crear una fuerte impresión.
Ampliar logros, obstáculos y problemas para llamar la atención es algo cotidiano. Inflar la dificultad de lograr una meta después de alcanzarla puede utilizarse para reforzar la autoestima.
En las artes, las exageraciones se utilizan para crear énfasis o efecto. Como dispositivo literario, las exageraciones se usan a menudo en la poesía y se encuentran con frecuencia en el habla informal. Muchas veces los usos de la hipérbole describen algo mejor o peor de lo que realmente es. Un ejemplo de hipérbole es: "La bolsa pesaba una tonelada". La hipérbole señala que la bolsa era muy pesada, aunque probablemente no pese una tonelada.
Exagerar es también un tipo de engaño, así como un medio de fingir: magnificar pequeñas lesiones o molestias como excusa para eludir responsabilidades.

## Uso en las artes
El exagerador ha sido un personaje tipo en la cultura occidental desde al menos la discusión de Aristóteles sobre el alazón.

### Expresionismo
Harold Bloom describe el arte expresionista como un intento de "intensificar la expresión de sentimientos y actitudes mediante la exageración". Harold Osborne escribe que, en su inicio, incluso el realismo nuevo y duro mantuvo gran parte de la distorsión y exageración que había sido uno de los principales dispositivos del expresionismo anterior.

### Tragedia

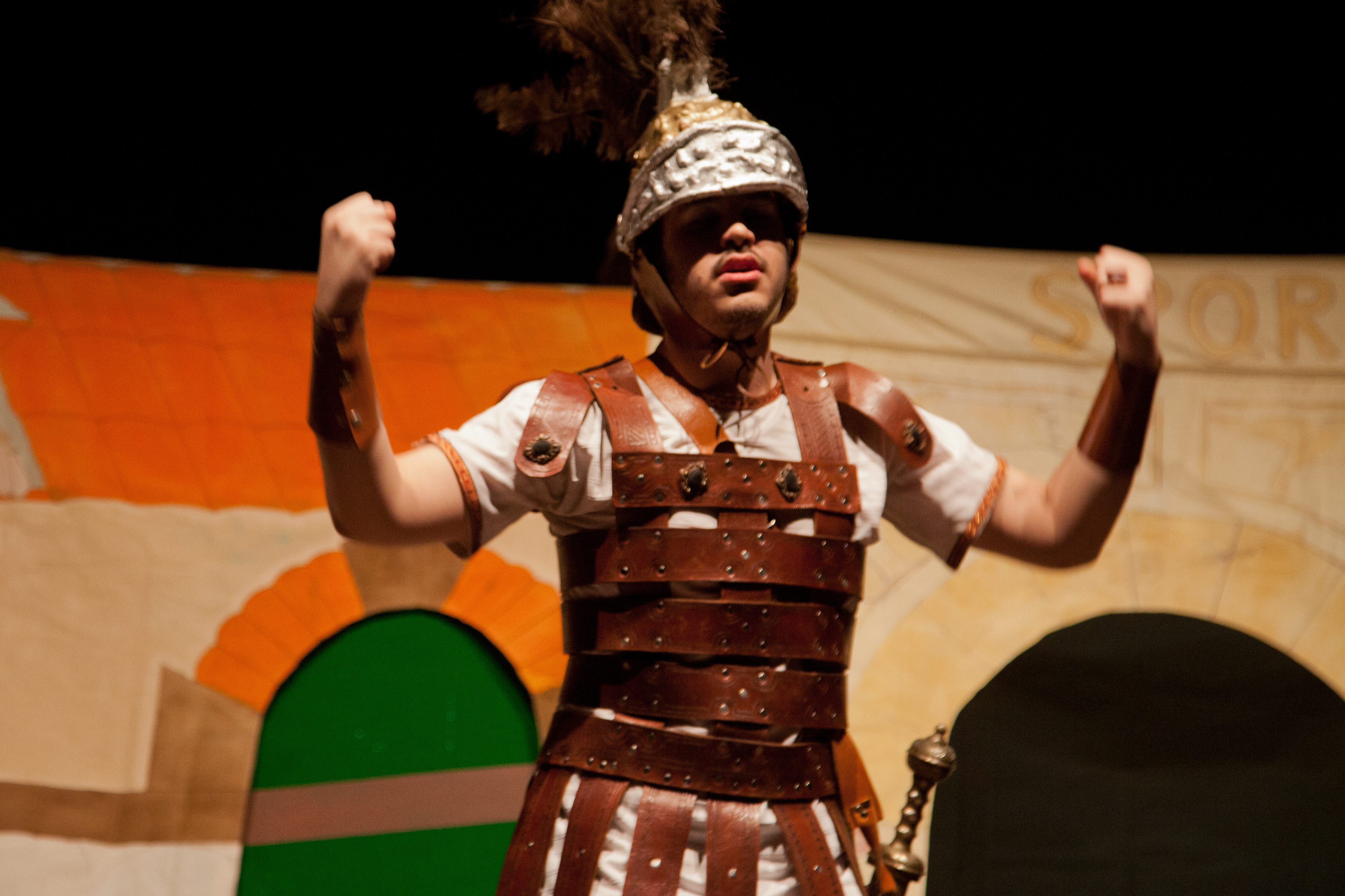
El "soldado fanfarrón" Pirgopolínices en una producción de 2012 de la obra Miles Gloriosus

Aunque principalmente es una figura cómica, el jactancioso alazón también puede ser un aspecto del héroe trágico: se ha comentado el toque de miles gloriosus ("soldado fanfarrón") en Tamburlaine, incluso en Otelo, al igual que el toque del obsesionado filósofo en Fausto y Hamlet.

### Humor
Emil Draitser escribe que "Algunos teóricos de lo cómico consideran que la exageración es un dispositivo cómico universal". Puede tomar diferentes formas en diferentes géneros, pero en palabras de M. Eastman y W. Fry, todos se basan en el hecho de que "la forma más fácil de hacer las cosas risibles es exagerar hasta el punto del absurdo sus rasgos más destacados".
Una caricatura es un tipo de retrato que exagera o distorsiona la esencia de una persona o cosa para crear una semejanza visual fácilmente identificable: Filippo Baldinucci describe esto como "aumentar y enfatizar desproporcionadamente los defectos de las características". En la literatura, una caricatura es una descripción de una persona que utiliza la exageración de algunas características y la simplificación excesiva de otras.
La bufonada es el recurso al humor que implica una actividad física exagerada que supera los límites del sentido común. Estas representaciones exageradas se encuentran a menudo en dibujos animados y comedias cinematográficas ligeras dirigidas a un público más joven.

### Sobreactuación
La sobreactuación es la exageración de los gestos y el habla al actuar. Puede ser involuntario, particularmente en el caso de un mal actor, o ser específicamente requerido para el papel. Para esto último, se usa comúnmente en situaciones cómicas o para enfatizar las características malvadas de un villano. Dado que la percepción de la calidad de la actuación difiere entre las personas, el grado de sobreactuación puede ser subjetivo.
La exageración es un efecto especialmente útil para la animación, ya que la imitación perfecta de la realidad puede parecer estática y aburrida en los dibujos animados. El nivel de exageración depende de si se busca el realismo o un estilo particular, como una caricatura o el estilo de un artista específico. La definición clásica de exageración, empleada por Disney, era mantenerse fiel a la realidad, pero presentándola de una forma más salvaje y extrema. Otras formas de exageración pueden implicar alteraciones sobrenaturales o surrealistas en las características físicas de un personaje; o elementos en la historia misma. Es importante emplear un cierto nivel de moderación cuando se utiliza la exageración. Si una escena contiene varios elementos, debe haber un equilibrio en la forma en que esos elementos se exageran entre sí, para evitar confundir o intimidar al espectador.

## En periodismo
Schopenhauer vio la exageración como algo «tan esencial para el periodismo como para el arte dramático; porque el objeto del periodismo es hacer que los acontecimientos lleguen lo más lejos posible ... todos los periodistas son, por la misma naturaleza de su vocación, alarmistas; y esta es su manera de dar interés a lo que escriben». Es posible que haya exagerado este caso, pero la prensa amarilla ha prosperado a través del uso de la exageración, y la verificación de hechos y la verificación independiente no han logrado suprimir fenómenos como el clickbait o titulares hiperbólicos.

## En psicología
Las personas con los siguientes problemas de salud mental a menudo son propensas a hacer representaciones exageradas:
- Trastorno facticio
- Trastornos adictivos y relacionados con sustancias
- Trastorno de estrés agudo
- Trastorno de estrés postraumático
- Trastorno de la personalidad por evitación
- Trastorno narcisista de la personalidad

El trastorno facticio es cuando una persona actúa como si tuviera una enfermedad física o psicológica. Las personas con este trastorno crearon los síntomas y están dispuestas a someterse a pruebas dolorosas o riesgosas para obtener simpatía y atención especial.